# Quầy tương tác

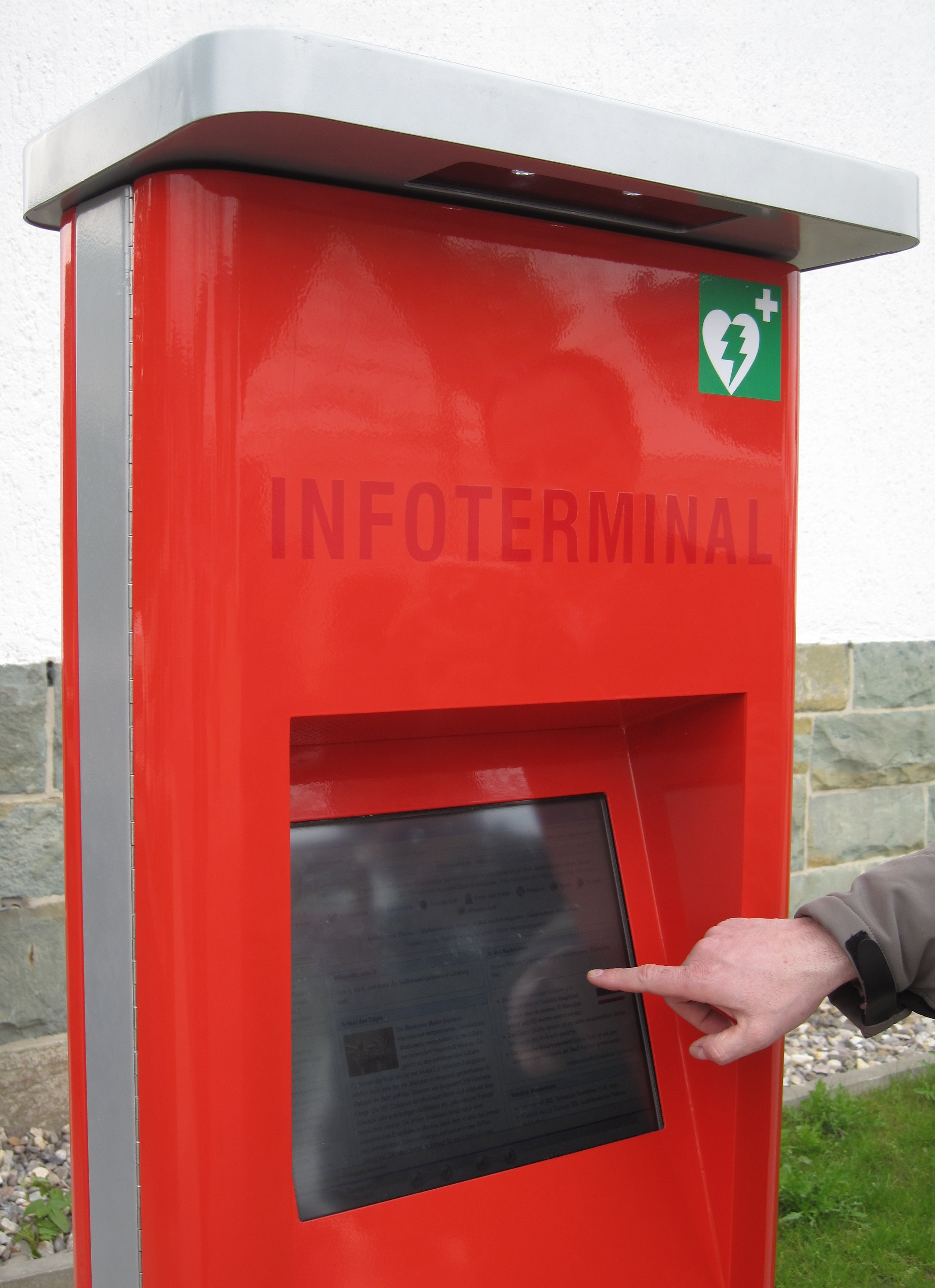
Quầy tương tác ở thị trấn Hemer, nước Đức

Quầy tương tác hay máy tra cứu thông tin là một thiết bị đầu cuối máy tính đặc trưng với phần cứng và phần mềm chuyên dụng nhằm mục đích cung cấp dịch vụ truy cập thông tin và các ứng dụng phục vụ công việc truyền thông, thương mại, giải trí hoặc giáo dục.
Tính đến năm 2010, mạng lưới quầy thanh toán hóa đơn lớn nhất thế giới là của hãng AT&T (Mỹ) dành cho khách hàng sử dụng điện thoại, cho phép khách hàng trả tiền cho các hóa đơn tiền điện thoại của mình. Hai hãng viễn thông khác của Mỹ là Verizon và Sprint cũng có những thiết bị tương tự dành cho khách hàng.
Ban đầu những chiếc quầy tương tác đôi khi giống với bốt điện thoại nhưng gắn chặt với các dịch vụ bán lẻ, ăn uống và nhà hàng-khách sạn nhằm cải thiện dịch vụ khách hàng và hoạt động đường truyền. Quầy tương tác điển hình được đặt ở những khu vực giao thông đông người qua lại như các cửa hàng, cửa hiệu, phòng chờ khách sạn và các sân bay.
Sự tích hợp của công nghệ cho phép quầy tương tác thể hiện đa dạng các chức năng, cải tiến thành các quầy hàng tự phục vụ. Lấy ví dụ, quầy tương tác có thể giúp người dùng đặt hàng từ danh mục sản phẩm của một cửa hàng khi các thứ đã có sẵn trong kho, thanh toán tiền mua sách ở thư viện, tra cứu thông tin về sản phẩm, phát hành thẻ chìa khóa khách sạn, nhập số tài khoản hóa đơn điện nước, truyền hình cáp...) nhằm thực hiện một giao dịch trực tuyến hoặc thu về tiền mặt đổi lấy hàng hóa. Các bộ phận tùy chỉnh như khe nhét đồng xu, máy xác nhận hóa đơn, đầu đọc thẻ và máy in nhiệt đã giúp quầy tương tác đáp ứng được các nhu cầu chuyên dụng của chủ sử dụng.